# Jamilon Mülders
Jamilon Mülders (Düsseldorf, 25 mei 1976) is een Duitse hockeycoach en voormalig speler van het Duitse nationale team.

## Levensloop
Mülders werd geboren uit een relatie tussen zijn Duitse moeder en zijn vader (voor hem onbekend gebleven) is van Ethiopische afkomst. Als kind groeide hij op bij zijn grootouders. Al jong leerde hij hockeyen bij de vereniging GWR Büderich uit Meerbusch. Hij ontwikkelde zich als een veelzijdige middenvelder. In 1999 won hij met Hamburgse Club an der Alster zowel de Duitse beker als landstitel. In 1995 debuteerde hij voor de Duitse nationale hockeyploeg. In 2001 won hij met Duitsland de Champions Trophy. In 2002 werden de Duitse heren in Kuala Lumpur wereldkampioen. Op 26-jarige leeftijd sloot Mülders zijn interlandloopbaan af na 41 interlands en twee doelpunten.
Na zijn spelersloopbaan begon hij bij een van de grootste Duitse tennis- en hockeyclubs (TC 1899 Blau-Weiss Berlin). Hij werkte zeven jaar als sportdirecteur hockey en tennis.
In 2006 was hij assistent van Markus Weise bij het Duitse nationale damesteam bij de Champions Trophy en de wereldbeker.  Hij ging aan de slag voor de Duitse hockeybond als trainer van de damesjunioren. In 2012 werd hij voor onbepaalde tijd aangesteld als bondscoach van de Duitse vrouwenploeg. Hij volgde Michael Behrmann op, die na de teleurstellende Olympische Spelen van 2012 werd ontslagen. Op het EK 2013 werden de Duitse dames onder zijn leiding Europees kampioen. Hij coachte het Duitse nationale team op de Olympische Zomerspelen van 2016, waar het de bronzen medaille won.
In 2017 kreeg hij een aantrekkelijk aanbod om bondscoach te worden van de Chinese dames. Mülders leerde Chinees en kreeg de opdracht mee om met de Chinese hockeydames deelname aan de Olympische spelen van Tokio af te dwingen. Op de Aziatische Champions Trophy in 2018 eindigde China als derde. Op het WK Hockey in 2018 eindigde China als 16e en laatste. Rechtstreekse kwalificatie lukte niet via de Aziatische Spelen. Na een aantal maanden stopte Mülders als bondscoach van China. Het zou een te zware wissel trekken op zijn gezinsleven. Zijn vrouw en kinderen waren in Duitsland blijven wonen.
Op 2 september 2021 werd Mülders benoemd tot assistent-trainer van bondscoach Alyson Annan. Na haar ontslag op 12 januari 2022 werd hij interim-bondscoach. Op 15 februari 2022 maakte de hockeybond bekend dat de samenwerking tussen de trainer en speelsters goed beviel en Mülders door zou gaan tot en met het wereldkampioenschap 2022. In de periode onder Alyson Annan zou er sprake zijn geweest van een angstcultuur. Onder Mülders was dat anders: de speelsters waren enthousiast over zijn manier van werken. De meest ervaren speelster Eva de Goede verklaarde: "Ik vind het echt heel bijzonder dat Mülders is gebleven. Puur voor ons. Hij cijfert zichzelf weg, heeft hier nul belang bij. Dat geeft ons kracht en vertrouwen." Een onafhankelijk bureau deed onderzoek naar de angstcultuur en maakte daarvan een rapport op. Dat rapport zou Mülders nooit gelezen hebben. Hij vond dat hij moest luisteren en observeren, geen rapporten lezen. Op 17 juli 2022 werd hij als interim-bondscoach met Oranje wereldkampioen door in de finale Argentinië met 3-1 te verslaan.
In 2023 was hij assistent-bondscoach van het Duitse hockeyherenteam en wilde hij zijn studie aan de universiteit van Dublin afronden.

## Trivia
- Mülders had een relatie met de Duitse hockeyster Anke Wild, met wie hij twee kinderen heeft.[8] In 2010 trouwde hij met de Duitse hockeytrainster Anja Preuss. Met haar heeft hij ook twee kinderen.
- Mülders spreekt Nederlands.